# Stelis orientalis
Stelis orientalis är en biart som beskrevs av Warncke 1992. Stelis orientalis ingår i släktet pansarbin, och familjen buksamlarbin. Inga underarter finns listade i Catalogue of Life.